# Convocazioni alla Coppa panamericana maschile under 19 di pallavolo 2017
Elenco dei giocatori convocati per la Coppa panamericana under 19 2017.

## Cile
| N° | Nome              | Ruolo | Data di nascita  | Squadra              |
| -- | ----------------- | ----- | ---------------- | -------------------- |
| -  | Iván Villarreal   | All   | -                | -                    |
| 2  | Vicente Ibarra    | S     | 14 maggio 2001   | -                    |
| 3  | Esteban Mülchi    | S     | 14 giugno 1999   | Universidad Católica |
| 5  | Joaquín León      | P     | 23 ottobre 1999  | Manquehue            |
| 7  | Santiago Julio    | S     | 14 agosto 1999   | Manquehue            |
| 8  | Francisco Doña    | C     | 2 dicembre 1999  | Manquehue            |
| 9  | Alex Rusch        | C     | 27 febbraio 1999 | Manquehue            |
| 10 | Vicente Mardones  | O     | 18 dicembre 1999 | Providencia          |
| 11 | Héctor Zambrano   | O     | 3 dicembre 1999  | -                    |
| 12 | Diego Urzúa       | P     | 24 marzo 2000    | Providencia          |
| 13 | Lucas Lavín       | L     | 15 maggio 2000   | Providencia          |
| 16 | Julián Zenteño    | C     | 12 luglio 1999   | Manquehue            |
| 19 | Cristóbal Vergara | S     | 2 dicembre 1999  | Manquehue            |

## Colombia
| N° | Nome             | Ruolo | Data di nascita   | Squadra |
| -- | ---------------- | ----- | ----------------- | ------- |
| -  | Carlos Osorio    | All   | -                 | -       |
| 1  | Cristian Murillo | P     | 7 luglio 2001     | -       |
| 4  | Óliver Murillo   | S     | 12 febbraio 2000  | -       |
| 5  | Jhonnier Sánchez | C     | 3 agosto 1999     | -       |
| 6  | Carlos Llanos    | O     | 23 ottobre 1999   | -       |
| 7  | Henry Colorado   | C     | 21 settembre 1999 | -       |
| 9  | Cristian Torres  | C     | 25 settembre 1999 | -       |
| 10 | Diego Valderrama | S     | 19 giugno 1999    | -       |
| 11 | Raúl Rivas       | S     | 25 novembre 1999  | -       |
| 14 | Jeison Torres    | O     | 21 luglio 2000    | -       |
| 15 | Luis Rincón      | L     | 24 febbraio 2001  | -       |
| 17 | Jharol Caicedo   | S     | 3 settembre 2001  | -       |
| 19 | Jorge Mesa       | P     | 20 novembre 1999  | -       |

## Costa Rica
| N° | Nome               | Ruolo | Data di nascita   | Squadra       |
| -- | ------------------ | ----- | ----------------- | ------------- |
| -  | Juan Acuña         | All   | -                 | -             |
| 2  | Saúl Gómez         | L     | 22 settembre 2000 | Atenas        |
| 3  | Randall Caravaca   | C     | 3 aprile 2000     | Abangares     |
| 5  | Daniel Dyner       | P     | 17 agosto 2000    | San José      |
| 6  | Dowshel McDonald   | S     | 16 marzo 2003     | Quepos        |
| 7  | Mariano Salas      | O     | 17 febbraio 1999  | Santa Bárbara |
| 8  | Anfer Jiménez      | S     | 25 giugno 1999    | Limón         |
| 9  | David Monge        | P     | 13 maggio 1999    | Cartago       |
| 10 | Pablo Gómez        | O     | 30 agosto 1999    | Atenas        |
| 11 | Juan Arrieta       | C     | 23 maggio 2001    | San Carlos    |
| 12 | Luis Murillo       | P     | 15 novembre 2000  | Atenas        |
| 13 | José Ortiz         | S     | 23 giugno 1999    | Atenas        |
| 14 | Francisco González | C     | 20 settembre 2000 | Alajuela      |

## Giamaica
| N° | Nome              | Ruolo | Data di nascita  | Squadra |
| -- | ----------------- | ----- | ---------------- | ------- |
| -  | Steve Davis       | All   | -                | -       |
| 1  | Javarie James     | C     | 4 maggio 2000    | -       |
| 2  | Daunte Smith      | S     | 14 luglio 2000   | -       |
| 3  | Ngozi Thompson    | C     | 12 agosto 2001   | -       |
| 4  | Devounte Bennett  | C     | 30 giugno 1999   | -       |
| 5  | Shavar James      | S     | 18 novembre 1999 | -       |
| 6  | Clifton Clarke    | L     | 24 novembre 2000 | -       |
| 7  | Jovan Thomas      | O     | 2 febbraio 1999  | -       |
| 8  | Jermaine Matthews | S     | 26 novembre 1999 | -       |
| 9  | Oneil Daley       | P     | 24 gennaio 2000  | -       |
| 10 | Shamar Thomas     | P     | 12 giugno 2000   | -       |
| 11 | Andrew Jones      | S     | 13 agosto 1999   | -       |
| 12 | Safon Manning     | S     | 1º ottobre 1999  | -       |

## Messico
| N° | Nome              | Ruolo | Data di nascita  | Squadra         |
| -- | ----------------- | ----- | ---------------- | --------------- |
| -  | Gabriela Alarcón  | All   | -                | -               |
| 1  | Jesús Flores      | P     | 10 giugno 1999   | Baja California |
| 2  | Raymond Stephens  | S     | 26 luglio 1999   | Baja California |
| 4  | Miguel Sarabia    | S     | 23 marzo 1999    | Baja California |
| 5  | Jonathan Cabrera  | P     | 26 luglio 1999   | Chihuahua       |
| 6  | Luis Hernández    | C     | 4 gennaio 2001   | Jalisco         |
| 7  | Diego González    | O     | 15 febbraio 2000 | Jalisco         |
| 8  | Sebastián Ramírez | S     | 6 novembre 1999  | San Luis Potosí |
| 9  | Axel Téllez       | C     | 8 ottobre 1999   | Nuevo León      |
| 11 | Gabriel Gardea    | L     | 31 maggio 1999   | Chihuahua       |
| 12 | Bryan Estrada     | O     | 10 marzo 2000    | Chihuahua       |
| 13 | Jorge Carrera     | S     | 21 gennaio 1999  | Chihuahua       |
| 16 | David González    | C     | 26 maggio 1999   | Chihuahua       |

## Nicaragua
| N° | Nome              | Ruolo | Data di nascita  | Squadra |
| -- | ----------------- | ----- | ---------------- | ------- |
| -  | Osman Hernández   | All   | -                | -       |
| 1  | Josue Cano        | S     | 19 novembre 2001 | -       |
| 3  | Novelbis Nuñez    | S     | 3 novembre 1999  | -       |
| 4  | Diego Cuadra      | O     | 9 marzo 1999     | -       |
| 5  | Milton Sacasa     | P     | 26 maggio 2001   | -       |
| 6  | Jordy Rostran     | C     | 28 agosto 2000   | -       |
| 7  | Enmanuel Reyes    | C     | 17 febbraio 2000 | -       |
| 8  | Ronny Cerda       | P     | 2 gennaio 2001   | -       |
| 9  | Byron Hernández   | S     | 27 febbraio 1999 | -       |
| 10 | Marcial Sandoval  | S     | 12 ottobre 2001  | -       |
| 11 | Ronnier Baquedano | C     | 25 marzo 1999    | -       |
| 13 | Jonny Zeledón     | S     | 11 gennaio 2000  | -       |
| 21 | Dowglas Sandoval  | L     | 11 gennaio 2000  | -       |

## Perù
| N° | Nome                | Ruolo | Data di nascita  | Squadra      |
| -- | ------------------- | ----- | ---------------- | ------------ |
| -  | Edwin Jiménez       | All   | -                | -            |
| 1  | José Lira           | C     | 23 marzo 1999    | San Martín   |
| 2  | Konrad Linder       | O     | 10 marzo 2000    | Regatas Lima |
| 3  | Daniel Barbieri     | C     | 1º luglio 1999   | San Martín   |
| 4  | Orlando Aguilar     | P     | 15 luglio 1999   | San Martín   |
| 5  | Bruno Seminario     | C     | 7 gennaio 2000   | San Martín   |
| 6  | Jean Pierre Jiménez | S     | 16 gennaio 1999  | San Martín   |
| 8  | Marcelo Gutiérrez   | P     | 16 maggio 1999   | San Martín   |
| 9  | Edilmar Aguirre     | S     | 10 agosto 1999   | DC Asociados |
| 10 | Rodrigo Bocanegra   | S     | 14 novembre 2001 | -            |
| 11 | Zeomar Valladares   | O     | 8 luglio 2002    | -            |
| 13 | Jonathan Nakamatsu  | L     | 30 aprile 1999   | Regatas Lima |
| 14 | Kevin Ribeiro       | S     | 30 agosto 2000   | San Martín   |

## Porto Rico
| N° | Nome                  | Ruolo | Data di nascita   | Squadra |
| -- | --------------------- | ----- | ----------------- | ------- |
| -  | Juan Albarrán         | All   | -                 | -       |
| 1  | Gabriel García        | O     | 8 gennaio 1999    | -       |
| 2  | Pedro Molina          | S     | 7 aprile 1999     | -       |
| 3  | Christian Hernández   | P     | 7 giugno 2000     | -       |
| 4  | Sebastián Alvarado    | P     | 8 gennaio 2001    | -       |
| 5  | Sebastián Negrón      | S     | 15 febbraio 2001  | -       |
| 6  | Wilmer Hernández      | L     | 1º agosto 2001    | -       |
| 7  | Carlos Mercado        | C     | 9 gennaio 2001    | -       |
| 8  | Antonio Elías         | C     | 15 settembre 2000 | -       |
| 9  | Gabriel Pantoja       | S     | 29 agosto 2001    | -       |
| 10 | Diego Rosich          | S     | 28 febbraio 2002  | -       |
| 11 | Juan Marín            | C     | 14 marzo 2002     | -       |
| 12 | Carlos Adrián Mercado | S     | 23 gennaio 2001   | -       |

## Rep. Dominicana
| N° | Nome               | Ruolo | Data di nascita  | Squadra           |
| -- | ------------------ | ----- | ---------------- | ----------------- |
| -  | Loren Rodríguez    | All   | -                | -                 |
| 1  | Adalberto González | P     | 31 agosto 1999   | Duvergé           |
| 2  | Oliver Collado     | S     | 16 marzo 1999    | Santiago          |
| 4  | Byron Valdez       | S     | 18 gennaio 1999  | Bayaguana         |
| 5  | Frantony Segura    | S     | 29 aprile 1999   | Cabral            |
| 7  | Kevin Cruz         | P     | 18 luglio 2000   | Santiago          |
| 8  | José Rodríguez     | S     | 28 gennaio 2001  | Sajoma            |
| 12 | Dawry Peralta      | O     | 9 marzo 1999     | La Vega           |
| 13 | Dawilin Méndez     | C     | 6 gennaio 2002   | Duvergé           |
| 14 | Jairo Pérez        | C     | 17 febbraio 1999 | Barahona          |
| 15 | Francisco Gervacio | L     | 30 marzo 2000    | Distrito Nacional |
| 18 | Luis Reynoso       | C     | 4 settembre 2000 | Baní              |